# Torneo Apertura 2010 (El Salvador)
El Torneo Apertura 2010 de El Salvador (por motivos de patrocinio, Copa Capri) fue la 25 ª edición desde la creación del formato de un campeonato Apertura y Clausura. Isidro Metapán, siendo el defensor del título, mantuvo el título al ganar la final contra la Alianza en una definición por penales. La temporada comenzó el 31 de julio y terminó el 19 de diciembre de 2010. Al igual que años anteriores, la liga fue disputada por 10 equipos, cada uno jugando partidos de local y visita contra los otros clubes para un total de 18 partidos. Los cuatro mejores equipos al final de la temporada regular tomaron parte de las semifinales.

## Ascenso  y  descenso
Para esta temporada 2010-2011  hubo dos equipos ascendidos y dos descendidos:
| Pos | Descendidos de Primera División de El Salvador |
| --- | ---------------------------------------------- |
| 9º  | Municipal Limeño                               |
| 10º | Alacranes del Norte                            |

| Pos | Ascendidos de la 2.ª División |
| --- | ----------------------------- |
| 1º  | UES                           |
| 2º  | Once Municipal                |

## Datos de los equipos
| Equipo              | Ciudad               | Entrenador           | Estadio                       | Capacidad | Marca   | Esponsor                          |
| ------------------- | -------------------- | -------------------- | ----------------------------- | --------- | ------- | --------------------------------- |
| CD Águila           | San Miguel           | Eraldo Correia       | Juan Francisco Barraza        | 10,000    | Nike    | Tigo, Mister Donut                |
| Alianza FC          | San Salvador         | Miloš Miljanić       | Estadio Cuscatlán             | 45,925    | Lotto   | Tigo, Sinaí, Fiesta               |
| AD Atlético Balboa  | La Unión             | Eduardo Gamarra      | Estadio Marcelino Imbers      | 4,000     | Aviva   | FILA                              |
| CD Atlético Marte   | San Salvador         | Ramón Paredes        | Estadio Cuscatlán             | 45,925    | Galaxia | Rosvill, Vive, Galaxia            |
| CD FAS              | Santa Ana            | Jorge Alberto Ábrego | Estadio Óscar Quiteño         | 15,000    | Milán   | American Airlines, Tigo, Pilsener |
| AD Isidro Metapán   | Metapán              | Edwin Portillo       | Estadio Jorge "Calero" Suárez | 8,000     | Milán   | Bimbo, Tigo, Salazar              |
| CD Luis Ángel Firpo | Usulután             | Hugo Coria           | Estadio Sergio Torres         | 5,000     | Joma    | Boquitas Diana, Pilsener          |
| CD Once Municipal   | Ahuachapán           | Nelson Ancheta       | Estadio Simeón Magaña         | 5,000     | Milán   | La Geo                            |
| CD UES              | San Salvador         | Edgar Henríquez      | Estadio Universitario (UES)   | 10,000    | Galaxia | MK Medicamentos, ALBA Petróleos   |
| CD Vista Hermosa    | San Francisco Gotera | Mario Martínez       | Estadio Correcaminos          | 12,000    | Aviva   | Tigo                              |

## Clasificación
|  |     | Equipos de fútbol | PJ | G  | E | P  | GF | GC | Dif | Pts |
|  | --- | ----------------- | -- | -- | - | -- | -- | -- | --- | --- |
|  | 1.  | Isidro Metapán    | 18 | 10 | 4 | 4  | 34 | 27 | +7  | 34  |
|  | 2.  | Alianza           | 18 | 9  | 6 | 3  | 26 | 13 | +13 | 33  |
|  | 3.  | Luis Ángel Firpo  | 18 | 8  | 7 | 3  | 24 | 17 | +7  | 31  |
|  | 4.  | Águila            | 18 | 9  | 4 | 5  | 22 | 19 | +3  | 31  |
|  | 5.  | Atlético Balboa   | 18 | 7  | 8 | 3  | 21 | 16 | +5  | 29  |
|  | 6.  | Vista Hermosa     | 18 | 3  | 9 | 6  | 20 | 25 | -5  | 18  |
|  | 7.  | Atlético Marte    | 18 | 4  | 5 | 9  | 22 | 28 | -6  | 17  |
|  | 8.  | FAS               | 18 | 4  | 5 | 9  | 19 | 28 | -9  | 17  |
|  | 9.  | UES               | 18 | 3  | 7 | 8  | 23 | 27 | -4  | 16  |
|  | 10. | Once Municipal    | 18 | 3  | 5 | 10 | 16 | 27 | -11 | 14  |

Pts = Puntos; PJ = Partidos Jugados; G = Partidos Ganados; E = Partidos Empatados; P = Partidos Perdidos; GF = Goles Anotados; GC = Goles Recibidos; Dif = Diferencia de gol
|  |                                                   |
|  | Cuatro primeros lugares clasifican a semifinales. |

## Cuadro de resultados
| L\V                 | ÁGL | ALI | BAL | ATM | FAS | FIR | MET | OMU | UES | VIS |
| CD Águila           |     | 0-2 | 2-0 | 2-1 | 3-1 | 1-1 | 4-1 | 1-0 | 1-0 | 2-1 |
| Alianza FC          | 4-0 |     | 0-0 | 2-1 | 4-0 | 5-0 | 0-0 | 1-0 | 2-2 | 2-0 |
| Atlético Balboa     | 1-0 | 2-0 |     | 1-1 | 1-0 | 2-0 | 3-0 | 3-2 | 1-0 | 2-2 |
| CD Atlético Marte   | 0-2 | 0-1 | 0-0 |     | 1-1 | 0-2 | 1-2 | 0-1 | 3-1 | 3-2 |
| CD FAS              | 2-1 | 3-0 | 0-1 | 0-1 |     | 0-2 | 1-2 | 1-1 | 2-2 | 1-0 |
| CD Luis Ángel Firpo | 1-2 | 0-0 | 2-0 | 2-2 | 1-0 |     | 1-1 | 2-0 | 1-0 | 3-1 |
| Isidro Metapán      | 3-0 | 3-0 | 4-2 | 4-3 | 2-0 | 2-2 |     | 1-2 | 2-1 | 2-1 |
| CD Once Municipal   | 0-0 | 0-0 | 1-1 | 1-2 | 2-3 | 0-3 | 2-3 |     | 1-0 | 0-0 |
| CD UES              | 0-0 | 1-2 | 1-1 | 2-2 | 2-1 | 1-1 | 3-1 | 4-2 |     | 3-3 |
| CD Vista Hermosa    | 1-1 | 1-1 | 0-0 | 2-1 | 2-2 | 0-0 | 1-1 | 2-1 | 1-0 |     |

Los equipos de la columna izquierda son los equipos locales.
Significado de los colores:Verde=equipo local ganó, Celeste=empate, Rojo=derrota del equipo local.

## Fase final
|  | Semifinales         | Semifinales         | Semifinales | Semifinales | Semifinales |      |                | Final          | Final | Final | Final | Final |
|  |                     |                     |             |             |             |      |                |                |       |       |       |       |
|  | CD Águila           | CD Águila           | 1           | 0           | 1           |      |                |                |       |       |       |       |
|  | Isidro Metapán      | Isidro Metapán      | 2           | 0           | 2           |      |                |                |       |       |       |       |
|  |                     |                     |             |             |             |      | Isidro Metapán | Isidro Metapán | 0(4)  |       | 0(4)  |       |
|  |                     | Alianza FC          | Alianza FC  | 0(3)        |             | 0(3) |                |                |       |       |       |       |
|  | Alianza FC          | Alianza FC          | 1           | 1           | 2           |      |                |                |       |       |       |       |
|  | CD Luis Ángel Firpo | CD Luis Ángel Firpo | 2           | 0           | 2           |      |                |                |       |       |       |       |

| Campeón Apertura 2010       |
| --------------------------- |
| Isidro Metapán (5.º título) |

### Semifinales
| 4 de diciembre de 2010 | Águila     | 1:2 | Isidro Metapán                   | Estadio Juan Francisco Barraza, San Miguel |                              |
|                        | Martin 58' |     | Mejía 20' · Álvarez 90+4' (a.g.) | Árbitro(s): Fidel Mejía Paiz               | Árbitro(s): Fidel Mejía Paiz |

| 11 de diciembre de 2010 | Isidro Metapán | 0:0 | Águila | Estadio Jorge "Calero" Suárez, Metapán |  |
|                         |                |     |        | Árbitro(s): Edenilson Ventura          |  |

#### 
| 5 de diciembre de 2010 | Alianza          | 1:2 | Luis Ángel Firpo            | Estadio Cuscatlán, San Salvador |                          |
|                        | Souza 51' (pen.) |     | Quintanilla 4' · Alas 21' · | Árbitro(s): Jaime Carpio        | Árbitro(s): Jaime Carpio |

| 12 de diciembre de 2010 | Luis Ángel Firpo | 0:1 | Alianza   | Estadio Sergio Torres, Usulután |                          |
|                         |                  |     | Ayala 45' | Árbitro(s): Marlon Mejía        | Árbitro(s): Marlon Mejía |

- Nota: Alianza avanza a la final debido a su mejor posición en la tabla de clasificación.

### Final
| 24 | PO | Rafael Fuentes       |     |
| 5  | DF | Mauricio Quintanilla |     |
| 3  | DF | Edwin Martínez       |     |
| 6  | DF | Marcelo Messias      |     |
| 4  | DF | Carlos Arévalo       |     |
| 13 | MC | Julio Martínez       |     |
| 20 | MC | Héctor Salazar       |     |
| 14 | MC | Herbert Sosa         | 83' |
| 12 | MC | Christian Castillo   |     |
| 22 | DE | Rodolfo Zelaya       |     |
| 11 | DE | Carlos Ayala         | 67' |
| DT | DT | Miloš Miljanić       |     |

| 19 | PO | Fidel Mondragón  |      |
| 23 | DF | Ricardo Alvarado |      |
| 2  | DF | Milton Molina    |      |
| 5  | DF | Ernesto Aquino   | 85'  |
| 14 | MC | Andrés Flores    | 112' |
| 16 | MC | Óscar Jiménez    |      |
| 20 | MC | Omar Mejía       |      |
| 7  | MC | Jorge Morán      |      |
| 10 | MC | Paolo Suárez     |      |
| 9  | DE | Anel Canales     | 115' |
| 17 | DE | Lester Blanco    |      |
| DT | DT | Edwin Portillo   |      |

| 10 | DE | Willer Souza | 67' |
| 19 | MC | Juan Lazo    | 83' |

| 12 | DE | Carlos Carrillo | 85'  |
| 19 | DE | Emerson Umaña   | 112' |
| 19 | DE | Elías Montes    | 115' |

|  | 1-0 | Willer Souza       |
|  | 2-1 | Julio Martínez     |
|  | 2-2 | Juan Lazo          |
|  | 3-3 | Christian Castillo |
|  | 3-3 | Rodolfo Zelaya     |

|  | 1-1 | Elías Montes     |
|  | 2-2 | Lester Blanco    |
|  | 2-3 | Jorge Morán      |
|  | 3-3 | Ricardo Alvarado |
|  | 3-4 | Emerson Umaña    |

|  | 9'  | Herbert Sosa       |
|  | 60' | Christian Castillo |
|  | 66' | Rodolfo Zelaya     |
|  | 74' | Carlos Arévalo     |

|  | 7'  | Jorge Morán   |  |
|  | 14' | Andrés Flores |  |

| Árbitro | Joel Aguilar |

| 24 | PO | Rafael Fuentes       |     |
| 5  | DF | Mauricio Quintanilla |     |
| 3  | DF | Edwin Martínez       |     |
| 6  | DF | Marcelo Messias      |     |
| 4  | DF | Carlos Arévalo       |     |
| 13 | MC | Julio Martínez       |     |
| 20 | MC | Héctor Salazar       |     |
| 14 | MC | Herbert Sosa         | 83' |
| 12 | MC | Christian Castillo   |     |
| 22 | DE | Rodolfo Zelaya       |     |
| 11 | DE | Carlos Ayala         | 67' |
| DT | DT | Miloš Miljanić       |     |

| 19 | PO | Fidel Mondragón  |      |
| 23 | DF | Ricardo Alvarado |      |
| 2  | DF | Milton Molina    |      |
| 5  | DF | Ernesto Aquino   | 85'  |
| 14 | MC | Andrés Flores    | 112' |
| 16 | MC | Óscar Jiménez    |      |
| 20 | MC | Omar Mejía       |      |
| 7  | MC | Jorge Morán      |      |
| 10 | MC | Paolo Suárez     |      |
| 9  | DE | Anel Canales     | 115' |
| 17 | DE | Lester Blanco    |      |
| DT | DT | Edwin Portillo   |      |

| 10 | DE | Willer Souza | 67' |
| 19 | MC | Juan Lazo    | 83' |

| 12 | DE | Carlos Carrillo | 85'  |
| 19 | DE | Emerson Umaña   | 112' |
| 19 | DE | Elías Montes    | 115' |

|  | 1-0 | Willer Souza       |
|  | 2-1 | Julio Martínez     |
|  | 2-2 | Juan Lazo          |
|  | 3-3 | Christian Castillo |
|  | 3-3 | Rodolfo Zelaya     |

|  | 1-1 | Elías Montes     |
|  | 2-2 | Lester Blanco    |
|  | 2-3 | Jorge Morán      |
|  | 3-3 | Ricardo Alvarado |
|  | 3-4 | Emerson Umaña    |

|  | 9'  | Herbert Sosa       |
|  | 60' | Christian Castillo |
|  | 66' | Rodolfo Zelaya     |
|  | 74' | Carlos Arévalo     |

|  | 7'  | Jorge Morán   |  |
|  | 14' | Andrés Flores |  |

| Árbitro | Joel Aguilar |

|                                      |
| Campeón Isidro Metapán Quinto título |

## Goleadores
El periódico El Gráfico premia al goleador de cada torneo con el trofeo Hombre Gol.
| Pos | Jugador           | Equipo            | Goles |
| --- | ----------------- | ----------------- | ----- |
| 1º  | Rodolfo Zelaya    | Alianza           | 9     |
| 1º  | Alexander Campos  | Atlético Balboa   | 9     |
| 3º  | Alcides Bandera   | CD Atlético Marte | 8     |
| 4º  | Patricio Barroche | Águila            | 7     |
| 4º  | Anel Canales      | Isidro Metapán    | 7     |
| 6º  | Mauricio Deras    | Once Municipal    | 6     |
| 6º  | Ramiro Carballo   | UES               | 6     |
| 6º  | Rafael Burgos     | UES               | 6     |
| 6º  | Emerson Umaña     | Isidro Metapán    | 6     |
| 10º | Léster Blanco     | Once Municipal    | 5     |
| 10º | Harold Alas       | UES               | 5     |